# Jacques-Alexandre-Bernard Law de Lauriston
Jacques-Alexandre-Bernard Law de Lauriston, marchiz de Lauriston (1768 - 1828), a fost un general francez al perioadei războaielor napoleoniene, pair și Mareșal al Franței în timpul Restaurației.
Fiu de general, Lauriston intră la Școala Militară din Paris în 1784, dobândind o formație de artilerist. În 1792 este căpitan în „Armata din Nord”, servind la asediul Maastrichtului în 1793. Este numit șef de brigadă (colonel) în februarie 1795, dar demisionează un an mai târziu, pentru a reveni la serviciul activ abia în 1800. În același an este aghiotant al lui Bonaparte la Marengo iar în octombrie 1801 merge la Londra pentru a comunica ratificarea preliminariilor păcii de la Amiens. Dobândind gradul de general de divizie, participă la expedițiile escadrei franceze a amiralului Villeneuve, caprurând fortul Diamant din Martinica în primăvara lui 1805. Din același an este aghiotant al Împăratului în cadrul Marii Armate, comisar imperial în Dalmația, guvernator al Ragusei și al gurilor Kotorului (1806). Este apoi guvernator al Veneției (1807), fiind numit conte al Imperiului (1808) și trimis în Spania, cu funcția de comandant al artileriei Gărzii Imperiale. Este apoi rechemat în Franța și participă la campania din 1809, fiind atașat armatei franceze „din Italia”, participând la bătălia de la Raab (pe 14 iunie), pentru a comanda apoi artileria Gărzii Imperiale la Wagram, unde supraveghează desfășurarea unei Mari Baterii de peste 100 de piese de artilerie. Lui Lauriston i se acordă onoarea de a o însoți pe arhiducesa Maria-Luiza de Austria, în drumul spre Paris, unde aceasta din urmă urma să se căsătorească cu Împăratul Napoleon I. Din februarie 1811, Lauriston îl înlocuiește pe Caulaincourt în calitate de ambasador la Sankt-Petersburg. În timpul campaniei din Rusia, este din nou aghiotant al Împăratului și exercită o funcție de comandă în cadrul ariegărzii, în timpul retragerii. Generalul Lauriston participă apoi cu distincție la unele dintre cele mai importante victorii ale celei de-a Șasea Coaliții, fiind apoi învins la Goldberg și făcut prizonier la Leipzig. La întoarcerea din captivitate, generalul Lauriston devine aghiotant al contelui d'Artois, urmându-le pe Ludovic al XVIII-lea în exil la Gand, în timpul „celor o sută de zile”. Devenit pair al Franței în 1815, votează pedeapsa cu moartea pentru Mareșalul Ney. Este numit marchiz în 1817, ministru al Casei regelui între 1820 și 1824 și Mareșal al Franței de pe 6 iunie 1823, luând parte la expediția din Spania, în cadrul căreia cucerește Pamplona. Numele său este înscris pe Arcul de Triumf din Paris.